# Becoming Jane
Becoming Jane er en amerikansk film fra 2007, instrueret af Julian Jarrold, om den unge Jane Austen (Anne Hathaway), som mange kender som forfatteren til Stolthed og fordom.
Becoming Jane er en fortælling om, hvad der inspirerede Jane Austen til at skrive, hvad hun skrev. I det øjeblik man kommer ind i filmen, har den unge Jane ikke tid til andet end at skrive. Men det er kun indtil hun møder den unge Tom Lefroy (James McAvoy), en charmerende ung mand fra London. Han bruger dog mere tid på at drikke og være social end at koncentrere sig om sine jurastudier.